# Історія Філіппін
Історія Філіппін — історія території нинішніх Філіппін і філіппінців від доісторичних часів до сьогодення.

## Загальний огляд
Історія Філіппін, як уважають, почалася з прибуттям перших людських істот, які для цього скористалися плотами або човнами, щонайменше 67 000 років тому, як засвідчує відкриття людини з Кальяо. Найдавніші людські поселення на території Філіппін належать до палеоліту. Спочатку острови заселили негритоські общини, пізніше на острови переселилися австронезійці. Деякі з їхніх поселень (здебільшого розташовані в дельтах великих річок) досягли таких масштабів суспільної багатогранності, що дехто з учених вважає, що їх слід розцінювати як ранні міста-держави. Сюди зараховують такі попередники сучасних населених пунктів, як Майніла, Тондо, Пангасінан, Себу, Панай, Бохол, Бутуан, Ланао і Сулу а також деякі політії, як-от Ма-ї, чиє місцеположення досі є предметом суперечок між ученими.
Ці політії перебували під впливом або індусько-буддистської релігії, мови, культури, літератури і філософії Індії через численні походи з Індії, включаючи похід Раджендри Чоли I у Південно-Східну Азію, або ісламу з Аравії, або ж були китаїзованими державами-данниками, союзниками власне Китаю. Ці невеличкі морські держави з 1 тисячоліття переживали розквіт. Ці свого роду королівства торгували з тим, що зараз називається Китаєм, Індією, Японією, Таїландом, В'єтнамом та Індонезією. Решта поселень являли собою незалежні баранґаї, союзні одній із більших держав.
У XIV—XV ст. на Філіппінах поширився іслам. У XV—XVI ст. на більшій частині території Філіппін панував первіснообщинний лад, у деяких узбережних районах почало складатися класове суспільство ранньофеодального типу.
Перший писемно засвідчений візит європейців — це прибуття Фернана Магеллана. 16 березня 1521 він помітив острів Самар і висадився наступного дня на острові Гомонгон (тепер частина муніципалітету Гуюан, що у Східному Самарі). Іспанська колонізація почалася з прибуття 13 лютого 1565 року експедиції Мігеля Лопеса де Легаспі з Мексики. Він заснував на Себу перше постійне поселення. У результаті військово-морських експедицій 60—70-х рр. XVI ст. під іспанську владу підпала північна і центральна частина архіпелагу, створюючи першу єдину політичну структуру, відому як Філіппіни. Іспанське колоніальне правління обернулося введенням християнства, зводу законів і залишило по собі найстаріший із сучасних університетів Азії. Філіппінами правило Віце-королівство Нової Іспанії з центром у Мексиці. Після цього колонією безпосередньо керувала Іспанія.
У 1-й половині ХІХ ст. на Філіппіни почав проникати іноземний капітал, формувалася місцева буржуазія, склалася інтелігенція. Прихильники реформ (Хосе Рісаль, М. дель Пілар та ін.) створили перші патріотичні організації. 1892 року виникла таємна патріотична організація Катіпунан на чолі з Боніфасіо та ін. На її заклик почалася національно-визвольна революція 1896—98 рр.
Іспанське правління закінчилося 1898 року поразкою Іспанії в Іспансько-американській війні. У цій обстановці 12 червня 1898 Філіппіни проголошено незалежною республікою. В результаті американо-філіппінської війни 1899—1901 рр. Філіппіни стали територією Сполучених Штатів. Війська США придушили Філіппінську революцію під проводом Еміліо Агінальдо. Щоб управляти Філіппінами, Сполучені Штати заснували т. зв. Острівний уряд. 1907 року шляхом проведення народних виборів було створено виборну Філіппінську асамблею. Ухвалений Конгресом США у 1916 р. Закон Джонса передбачав незалежність цієї країни. 1934 року Філіппіни здобули автономію. Як 10-річний проміжний крок до повної незалежності 1935 року було створено Філіппінську Співдружність. Однак у 1942 році під час Другої світової війни Філіппіни окупувала Японія. 1945 року військовики США вигнали японців. Манільський договір 1946 року встановив незалежну Філіппінську Республіку. Період американського врядування приніс на Філіппіни американську систему освіти, юридичну систему, а також демократичну форму правління.
Домігшись укладення з Філіппінами економічних і воєнних угод, США створили на островах свої військові бази. 1954 року країна під тиском США вступила в СЕАТО, 1966 — в АЗПАК. У 1950—53 рр. Філіппіни взяли участь у Корейській, а в 1962—69 рр. — у В'єтнамській війні. З приходом до влади президента Маркоса (1965) було здійснено низку заходів зі зміцнення позицій національної буржуазії, ослаблення поміщицької олігархії. Філіппіни відкликали свої війська з В'єтнаму, виступили за розпуск СЕАТО, за розвиток економічних і культурних відносин у межах АСЕАН, членом якої Філіппіни є з 1967, за перетворення Південно-Східної Азії на зону миру. 1976 р. країна встановила дипломатичні відносини з СРСР, з яким уклала також торговельну угоду. 1978 р. Філіппіни уклали угоду зі США, за якою над двома військовими базами встановлено філіппінський суверенітет. Наприкінці 1970-х рр. у зовнішній політиці країни знову намітилася тенденція до тісніших зв'язків зі США. Це відобразилося у новій угоді (1979) про американські військові бази на території Філіппін та у підтримці нарощення військової присутності США у Південно-Східній Азії. На Філіппінських островах проти уряду тоді йшла збройна боротьба сепаратистів, які виступали за відокремлення островів Мінданао і Сулу. В 1972—81 на Філіппінах існував надзвичайний стан, під час якого президент Маркос, опираючись на армію і сили безпеки, проводив курс на придушення правої і лівої опозиції, на реалізацію реформ. Восени 1983 на Філіппінах відбулися масові виступи, викликані погіршенням економічного становища та посиленням впливу іноземного капіталу. 1986 року у країні стався мирний переворот, у результаті якого було повалено диктатуру Маркоса і до влади, перемігши на президентських виборах, прийшла Корасон Акіно. У 1992—1998 рр. посаду глави держави обіймав Фідель Рамос. 1998 року відбулися чергові президентські вибори, які виграв Джозеф Естрада. У 2001 р. після звинувачення Естради у розкраданні коштів його було усунено з посади шляхом імпічменту, а його місце зайняла віце-президент Глорія Макапагал-Арройо, яка також перемогла на виборах 2004 р. У 2010 їй на зміну прийшов Бенігно Акіно III. Новою загрозою уряду Філіппін у ХХІ ст. стає повстанський рух радикальних ісламістів, пов'язаних із середовищем Ісламської держави та Аль-Каїди.